# Marco Cecio Faventino
Marco Cecio Faventino  fue un escritor romano, probablemente de los siglos III o IV, recordado por haber realizado un sencillo compendio de Los diez libros de arquitectura (De architectura libri decem) de Marco Vitruvio, titulado De diversis fabricis architectonicae (Sobre las distintas técnicas de la arquitectura).

## El autor
Dos únicos manuscritos de la Edad Antigua están relacionados con Vitruvio. El de Marcus Ceti Faventini Artis architectonicae privatis usibus adbreviatus liber (Libro abreviado de técnica arquitectónica para usos privados). Datado por el tipo de letra que usó, y los datos que sobre la vida del autor conocidos pertenecen a este intervalo de tiempo.  El autor se basa en la obra de Vitruvio, y no en sus propias experiencias, además tampoco aporta detalles autobiográficos. En el breve prefacio manifiesta el propósito de limitarse a lo que conviene a la arquitectura privada, dejando para personas de mayor sabiduría lo referente a la arquitectura de las ciudades: El mediocri Sermone deseo (= en lenguaje coloquial) privatis escribir usibus (= para uso privado, es decir, para el contratista o constructor sencillo). Por lo tanto, se puede suponer que él era más un hombre práctico que dedicado a la teoría de la arquitectura.
Por otro lado está el manuscrito de Paladio o Rutilio Tauro Emiliano escritor tardoimperial del siglo IV.

## Los contenidos
Faventino divide su libro en veintinueve partes de muy diversa longitud. A menudo, un tema se trata en varias secciones consecutivas. Describe muchas de las técnicas que se necesitan en la construcción de una casa, tales como la fabricación de cal, ladrillos, construcción de mampostería, la preparación de la madera de construcción. El suministro de agua a través de pozos o acueductos, la orientación de una casa de acuerdo con la dirección del viento (rosa de los vientos), también se enseña la construcción de un aseo. La redacción es sencilla, sin accesorios poéticos o de otro tipo. El capítulo final lo dedicó a la construcción de un reloj de sol de carácter práctico - explica que no atiende a contenidos astronómicos, ya que depende de Vitruvio - y porque la mayoría sólo quiere saber la hora en la que vive (... sit cuota solum requirunt).
En consecuencia, es un prontuario que podía ser utilizado con provecho por los constructores de la época.

## Relación de la obra de Faventinus con elDe Architectura libri decemde Vitruvio
En su prólogo Faventino refiere a Vitruvio y alii auctores (otros autores). De hecho, Faventinus utilizan principalmente a Vitruvio como fuente. Sólo en el capítulo 29 de De Horologii institutione (= Acerca de la construcción de relojes de tiempo)  Faventino utiliza un texto que es otra fuente, aunque depende enormemente de Vitruvio en el tema tratado. Faventinus renunció a todas las cuestiones relativas a los edificios públicos, como la incluido por Vitruvio sobre el templo. tampoco trata todos los aspectos que tienen que ver con la arquitectura, como ocurre con lo incluido por Vitruvio en el Libro 5, Capítulo 4: La doctrina de la armonía.
Pero Faventinus también establece sus propias prioridades, y se diferencia de nuevo de Vitruvio. De vez en cuando introduce algunas de las prácticas arquitectónicas que se habían ido generalizando a lo largo del Imperio y, por lo tanto, Vitruvio no había conocido.
Un ejemplo es el capítulo 28 de De Normae inventione (= La construcción del ángulo recto). Vitruvio trata el tema en el prefacio del libro IX y depende del teorema de Pitágoras. Faventinus es inexacto y sin referencia a un matemático griego, pero escribió: "Sumantur itaque tres regulae, ita sunt duae Pedibus Binis et Tertia Habeat pedes dúo unicas X ... facientes trígonos".

## La tradición y la supervivencia de la obra de Faventino
En tres manuscritos medievales tratan sobre el trabajo de Vitruvio bajo el título De diversis fabricis architectonicae. En cuanto a otros dos manuscritos,  Vitruvio no están directamente conectados con Vitruvio. En ambos casos estos dos son deudores del trabajo de M. Ceti Faventini Artis architectonicae privatis usibus adbreviatus liber mano. En la Edad Media el nombre Faventinus a diferencia de Vitruvio fue olvidado.
Las comparaciones intensivas de textos muestran, sin embargo, que tanto los textos de Rutilio Tauro Emiliano Paladio y de Isidoro de Sevilla no derivan de Vitrubio, sino directamente de Faventinus.